# Добавъчни органи
Добавъчни (адвентивни) органи са органи у растенията, който се явяват на несвойствени за тях места. Такива са пъпки и стъбла, произлезли от корени (издънки на топола, акация), листа (бегония), луковици, произлезли от луковични люспи (зюмбюл), корени, израснали по стеблата, листните дръжки и др. Често адвентивните органи имат функции, неприсъщи на органите, на които съответстват.